# David Rikl
David Rikl (Brandýs, Txecoslovàquia, 27 de febrer de 1971) és un tennista txec ja retirat de la competició que va destacar àmpliament en la modalitat de dobles masculins.
En el seu palmarès consten trenta títols de dobles masculins del circuit ATP, aquests resultats li van permetre arribar quart lloc del rànquing de dobles mundial. En la modalitat individual no va guanyar cap títol però va poder arribar al 41è lloc del rànquing mundial.
El teu fill Patrik Rikl també és tennista professional.

## Torneigs Grand Slam

### Dobles masculins: 2 (0−2)
| Resultat  | Núm. | Any  | Torneig   | Parella      | Oponents                    | Marcador           |
| --------- | ---- | ---- | --------- | ------------ | --------------------------- | ------------------ |
| Finalista | 1.   | 2001 | Wimbledon | Jiří Novák   | Donald Johnson Jared Palmer | 4−6, 6−4, 3−6, 6−7 |
| Finalista | 2.   | 2004 | US Open   | Leander Paes | Mark Knowles Daniel Nestor  | 3−6, 3−6           |

## Palmarès

### Individual: 1 (0−1)
| Resultat  | Núm. | Data                | Torneig            | Superfície | Oponent       | Marcador |
| --------- | ---- | ------------------- | ------------------ | ---------- | ------------- | -------- |
| Finalista | 1.   | 10 de gener de 1994 | Jakarta, Indonèsia | Dura       | Michael Chang | 3−6, 3−6 |

### Dobles masculins: 53 (30−23)
| Llegenda (pre/post 2009)                                 |
| -------------------------------------------------------- |
| Grand Slams (0−2)                                        |
| Tennis Masters Cup / ATP Finals (0−0)                    |
| ATP Masters Series / ATP World Tour Masters 1000 (4−2)   |
| ATP International Series Gold / ATP World Tour 500 (4−3) |
| ATP International Series / ATP World Tour 250 (22−16)    |

| Títols per superfície |
| --------------------- |
| Dura (7−9)            |
| Gespa (3−2)           |
| Terra batuda (18−8)   |
| Moqueta (2−4)         |

| Resultat  | Núm. | Data                   | Torneig                         | Superfície   | Parella             | Oponents                            | Marcador              |
| --------- | ---- | ---------------------- | ------------------------------- | ------------ | ------------------- | ----------------------------------- | --------------------- |
| Guanyador | 1.   | 7 d'octubre de 1991    | Tel-Aviv, Israel                | Dura         | Michiel Schapers    | Javier Frana Leonardo Lavalle       | 6−2, 6−7, 6−3         |
| Guanyador | 2.   | 6 de juliol de 1992    | Newport, Estats Units           | Gespa        | Royce Deppe         | Paul Annacone David Wheaton         | 6−4, 6−4              |
| Finalista | 1.   | 28 de setembre de 1992 | Basilea, Suïssa                 | Dura (i)     | Karel Nováček       | Tom Nijssen Cyril Suk               | 3−6, 4−6              |
| Finalista | 2.   | 8 de març de 1993      | Saragossa, Espanya              | Moqueta (i)  | Mike Bauer          | Martin Damm Karel Nováček           | 6−2, 4−6, 5−7         |
| Finalista | 3.   | 11 d'octubre de 1993   | Tel-Aviv                        | Dura         | Mike Bauer          | Sergi Casal Emilio Sánchez          | 4−6, 4−6              |
| Guanyador | 3.   | 25 d'octubre de 1993   | Santiago, Xile                  | Terra batuda | Mike Bauer          | Christer Allgårdh Brian Devening    | 7−6, 6−4              |
| Guanyador | 4.   | 4 d'abril de 1994      | Barcelona, Espanya              | Terra batuda | Ievgueni Kàfelnikov | Jim Courier Javier Sánchez          | 5−7, 6−1, 6−4         |
| Guanyador | 5.   | 25 d'abril de 1994     | Múnic, Alemanya                 | Terra batuda | Ievgueni Kàfelnikov | Boris Becker Petr Korda             | 7−6, 7−5              |
| Guanyador | 6.   | 9 de maig de 1994      | Roma, Itàlia                    | Terra batuda | Ievgueni Kàfelnikov | Wayne Ferreira Javier Sánchez       | 6−1, 7−5              |
| Guanyador | 7.   | 17 d'octubre de 1994   | Viena, Àustria                  | Moqueta (i)  | Mike Bauer          | Alex Antonitsch Greg Rusedski       | 7−6, 6−4              |
| Finalista | 4.   | 31 de juliol de 1995   | Praga, República Txeca          | Terra batuda | Jiří Novák          | Libor Pimek Byron Talbot            | 5−7, 6−1, 6−7         |
| Guanyador | 7.   | 11 de setembre de 1995 | Bogotà, Colòmbia                | Terra batuda | Jiří Novák          | Steve Campbell MaliVai Washington   | 7−6, 6−2              |
| Guanyador | 9.   | 23 d'octubre de 1995   | Santiago (2)                    | Terra batuda | Jiří Novák          | Shelby Cannon Francisco Montana     | 6−4, 4−6, 6−1         |
| Finalista | 5.   | 30 d'octubre de 1995   | Montevideo, Uruguai             | Terra batuda | Jiří Novák          | Sergi Casal Emilio Sánchez          | 6−2, 6−7, 6−7         |
| Finalista | 6.   | 6 de novembre de 1995  | Buenos Aires, Argentina         | Terra batuda | Jiří Novák          | Vincent Spadea Christo van Rensburg | 3−6, 3−6              |
| Guanyador | 10.  | 25 de març de 1996     | Casablanca, Marroc              | Terra batuda | Jiří Novák          | Tomás Carbonell Francisco Roig      | 7−6, 6−3              |
| Guanyador | 11.  | 9 de setembre de 1996  | Bogotà (2)                      | Terra batuda | Nicolás Pereira     | Pablo Campana Nicolás Lapentti      | 6−3, 7−6              |
| Finalista | 7.   | 4 de novembre de 1996  | Moscou, Rússia                  | Moqueta (i)  | Jiří Novák          | Rick Leach Andreï Olhovskiy         | 6−4, 1−6, 2−6         |
| Guanyador | 12.  | 13 d'octubre de 1997   | Ostrava, República Txeca        | Moqueta (i)  | Jiří Novák          | Donald Johnson Francisco Montana    | 6−2, 6−4              |
| Finalista | 8.   | 27 de juliol de 1998   | Umag, Croàcia                   | Terra batuda | Jiří Novák          | Neil Broad Piet Norval              | 1−6, 6−3, 3−6         |
| Guanyador | 13.  | 10 d'agost de 1998     | San Marino, San Marino          | Terra batuda | Jiří Novák          | Mariano Hood Sebastián Prieto       | 6−4, 7−6              |
| Guanyador | 14.  | 17 d'agost de 1998     | Indianapolis, Estats Units      | Dura         | Jiří Novák          | Mark Knowles Daniel Nestor          | 7−5, 4−6, 6−1         |
| Finalista | 9.   | 28 de setembre de 1998 | Mallorca, Espanya               | Terra batuda | Jiří Novák          | Pablo Albano Daniel Orsanic         | 6−7, 3−6              |
| Guanyador | 15.  | 26 d'octubre de 1998   | Acapulco, Mèxic                 | Terra batuda | Jiří Novák          | Daniel Orsanic David Roditi         | 6−4, 6−2              |
| Finalista | 10.  | 11 de gener de 1999    | Auckland, Nova Zelanda          | Dura         | Jiří Novák          | Jeff Tarango Daniel Vacek           | 5−7, 5−7              |
| Finalista | 11.  | 5 d'abril de 1999      | Estoril, Portugal               | Terra batuda | Jiří Novák          | Tomás Carbonell Donald Johnson      | 3−6, 6−2, 1−6         |
| Finalista | 12.  | 19 d'abril de 1999     | Montecarlo, Mònaco              | Terra batuda | Jiří Novák          | Olivier Delaitre Tim Henman         | 2−6, 3−6              |
| Finalista | 13.  | 14 de juny de 1999     | 's-Hertogenbosch, Països Baixos | Gespa        | Ellis Ferreira      | Leander Paes Jan Siemerink          | Final cancel·lada     |
| Finalista | 14.  | 4 d'octubre de 1999    | Basilea (2)                     | Moqueta (i)  | Jiří Novák          | Brent Haygarth Aleksandar Kitinov   | 6−0, 4−6, 5−7         |
| Guanyador | 16.  | 7 de febrer de 2000    | Dubai, Emirats Àrabs Units      | Dura         | Jiří Novák          | Robbie Koenig Peter Tramacchi       | 6−2, 7−5              |
| Guanyador | 17.  | 10 de juliol de 2000   | Gstaad, Suïssa                  | Terra batuda | Jiří Novák          | Jérôme Golmard Michael Kohlmann     | 3−6, 6−3, 6−4         |
| Guanyador | 18.  | 17 de juliol de 2000   | Stuttgart, Alemanya             | Terra batuda | Jiří Novák          | Lucas Arnold Ker Donald Johnson     | 5−7, 6−2, 6−3         |
| Finalista | 15.  | 9 d'octubre de 2000    | Viena                           | Dura (i)     | Jiří Novák          | Ievgueni Kàfelnikov Nenad Zimonjić  | 4−6, 4−6              |
| Finalista | 16.  | 23 d'octubre de 2000   | Moscou (2)                      | Moqueta (i)  | Jiří Novák          | Jonas Björkman David Prinosil       | 2−6, 3−6              |
| Guanyador | 19.  | 30 d'octubre de 2000   | Stuttgart                       | Dura (i)     | Jiří Novák          | Donald Johnson Piet Norval          | 3−6, 6−3, 6−4         |
| Finalista | 17.  | 12 de febrer de 2001   | Copenhaguen, Dinamarca          | Dura (i)     | Jiří Novák          | Wayne Black Kevin Ullyett           | 3−6, 3−6              |
| Guanyador | 20.  | 21 de març de 2001     | Miami, Estats Units             | Dura         | Jiří Novák          | Todd Woodbridge Jonas Björkman      | 7−5, 7−6(3)           |
| Guanyador | 21.  | 21 de maig de 2001     | Sankt Pölten, Àustria           | Terra batuda | Petr Pála           | Jaime Oncins Daniel Orsanic         | 6−3, 5−7, 7−5         |
| Finalista | 18.  | 25 de juny de 2001     | Wimbledon, Regne Unit           | Gespa        | Jiří Novák          | Donald Johnson Jared Palmer         | 3−6, 6−4, 3−6, 6−7(6) |
| Guanyador | 22.  | 30 de juliol de 2001   | Mont-real, Canadà               | Dura         | Jiří Novák          | Donald Johnson Jared Palmer         | 6−4, 3−6, 6−3         |
| Finalista | 19.  | 8 d'octubre de 2001    | Viena (2)                       | Dura (i)     | Jiří Novák          | Martin Damm Radek Štěpánek          | 3−6, 2−6              |
| Finalista | 20.  | 6 de gener de 2002     | Doha, Qatar                     | Dura         | Jiří Novák          | Donald Johnson Jared Palmer         | 3−6, 6−7(5)           |
| Finalista | 21.  | 25 de febrer de 2002   | Acapulco                        | Terra batuda | Martin Damm         | Bob Bryan Mike Bryan                | 1−6, 6−3, [2−10]      |
| Guanyador | 23.  | 20 de maig de 2002     | Sankt Pölten (2)                | Terra batuda | Petr Pála           | Bob Bryan Mike Bryan                | 7−5, 6−4              |
| Guanyador | 24.  | 10 de juny de 2002     | Halle, Alemanya                 | Gespa        | David Prinosil      | Jonas Björkman Todd Woodbridge      | 4−6, 7−6(5), 7−5      |
| Guanyador | 25.  | 8 de juliol de 2002    | Gstaad (2)                      | Terra batuda | Joshua Eagle        | Massimo Bertolini Cristian Brandi   | 7−6(5), 6−4           |
| Guanyador | 26.  | 15 de juliol de 2002   | Stuttgart (2)                   | Terra batuda | Joshua Eagle        | David Adams Gastón Etlis            | 6−3, 6−4              |
| Guanyador | 27.  | 24 de febrer de 2003   | Dubai (2)                       | Dura         | Leander Paes        | Wayne Black Kevin Ullyett           | 6−3, 6−0              |
| Finalista | 22.  | 19 de març de 2003     | Miami                           | Dura         | Leander Paes        | Roger Federer Max Mirnyi            | 5−7, 3−6              |
| Guanyador | 28.  | 7 de juliol de 2003    | Gstaad (3)                      | Terra batuda | Leander Paes        | František Čermák Leoš Friedl        | 6−3, 6−3              |
| Finalista | 23.  | 30 d'abril de 2004     | US Open, Estats Units           | Dura         | Leander Paes        | Mark Knowles Daniel Nestor          | 3−6, 3−6              |
| Guanyador | 29.  | 7 de juny de 2004      | Halle (2)                       | Gespa        | Leander Paes        | Tomáš Cibulec Petr Pála             | 6−2, 7−5              |
| Guanyador | 30.  | 5 de juliol de 2004    | Gstaad (4)                      | Terra batuda | Leander Paes        | Marc Rosset Stanislas Wawrinka      | 6−4, 6−2              |

## Trajectòria

### Dobles masculins
| Torneig | 1990 | 1991 | 1992 | 1993        | 1994        | 1995        | 1996 | 1997        | 1998        | 1999        | 2000 | 2001        | 2002        | 2003        | 2004 | 2005 | Títols | V – D   |
| --- | ---- | ---- | ---- | ----------- | ----------- | ----------- | ---- | ----------- | ----------- | ----------- | ---- | ----------- | ----------- | ----------- | ---- | ---- | ------ | ------- |
| Open d'Austràlia | A    | A    | A    | A           | 1R          | 1R          | A    | A           | A           | 2R          | QF   | 2R          | 2R          | QF          | A    | A    | 0 / 7  | 9 − 7   |
| Roland Garros | 3R   | A    | 1R   | 2R          | 2R          | 2R          | 1R   | 1R          | 2R          | 3R          | QF   | 3R          | 3R          | SF          | 2R   | 1R   | 0 / 15 | 20 − 15 |
| Wimbledon | 1R   | A    | 1R   | A           | 1R          | A           | 2R   | 2R          | 1R          | 2R          | 3R   | F           | QF          | SF          | 2R   | 1R   | 0 / 13 | 20 − 13 |
| US Open | A    | A    | A    | 1R          | 1R          | 2R          | 1R   | QF          | 2R          | 3R          | 1R   | 3R          | 2R          | 1R          | F    | A    | 0 / 12 | 15 − 12 |
| Jocs Olímpics | NC   | NC   | A    | No celebrat | No celebrat | No celebrat | A    | No celebrat | No celebrat | No celebrat | 2R   | No celebrat | No celebrat | No celebrat | A    | NC   | 0 / 1  | 1 – 1   |
| Rànquing a final d'any | 122  | 109  | 71   | 99          | 27          | 49          | 53   | 54          | 43          | 29          | 11   | 7           | 20          | 14          | 23   | 499  |        |         |
| Llegenda: G: Guanyador; F: Finalista; SF: Semifinalista; QF: Quarts de final; Q: Qualificació; A: Absent; RR: Round Robin |      |      |      |             |             |             |      |             |             |             |      |             |             |             |      |      |        |         |

### Dobles mixts
| Open d'Austràlia | A  | A  | A | A | A  | 0 / 0 | 0 − 0 |
| Roland Garros | A  | QF | A | A | A  | 0 / 1 | 2 − 1 |
| Wimbledon | A  | SF | A | A | QF | 0 / 2 | 5 − 2 |
| US Open | QF | A  | A | A | A  | 0 / 1 | 2 − 1 |
| Llegenda: G: Guanyador; F: Finalista; SF: Semifinalista; QF: Quarts de final; Q: Qualificació; A: Absent; RR: Round Robin |    |    |   |   |    |       |       |